# フラスベルタハ・マク・ロングシグ
フラスベルタハ・マク・ロングシグ（アイルランド語: Flaithbertach mac Loingsig、765年没）は、アイルランド上王。
北イー・ネールの支族であるケネール・ゴニルの一員。
かつての上王、ロングシェフ・マク・オイングソ（703年没）の息子である。
フラスベルタハの統治は728年から734年に及んだ。
728年、彼は Druim Corcain の戦いにおいて、シール・ナイド・スラーネに属す先の上王キナイド・マク・イルガラグを殺害し、上王の座についたものとされる。
その治世の大部分の期間において、彼の王位はケネール・ネオガンに属す対抗者アイド・アラーンに脅かされていた。
アイドが目的としていたのは、ケネール・ゴニルの北部領域と南部領域に流れる渓流・フィン川流域の平原 マグ・ニーサ（Mag nÍtha）の占領であった。
フラスベルタハが上王の座に就く前の727年、 Druim Fornocht の戦いにおいて彼とアイドの間で戦争が起きている。
732年、フラスベルタハはアイドに敗北し、この戦いでフラスベルタハの従兄弟 Flann Gohan mac Congaile が討ち果たされた。
733年、マグ・ニーサで開かれた会戦では、もう一人の従兄弟 Conaing mac Congaile が倒れている。
これに引き続き、734年にはマグ・ニーサで再び会戦が開かれた。
連敗に窮したフラスベルタハはダール・リアタの水軍に援軍を要請したが、734年バン川の河口においてダール・リアタ艦隊はアイルランドの地を踏むことなく壊滅した。 
（フォーマスターズ年代記の記述は、ダール・リアタの兵はアイルランドに到着してフラスベルタハに助勢し、一方アイドの側はウラズやキアナハト・グリネ・ゲミンといった氏族と同盟を結んでいたとするのだが、この史料は信頼性に乏しい。）
こうした一連の戦いの結果フラスベルタハは追放されてアーマーの修道院に隠遁し、765年にはこの地で死を迎えた。
一般的にはケネール・ゴニル出身のアイルランド上王はフラスベルタハで最後であったとされるが、少数の史料は後のケネール・ゴニル王 Ruaidrí ua Canannáin (950年没)は上王であったとする。
フラスベルタハは、Áed Muinderg、Loingsech mac Flaithbertaig、Murchad mac Flaithbertaigという息子と、 Dunlaith ingen Flaithbertaig という娘を持った。
Áed Muinderg （747年没）は北方の王と呼ばれ、 Loingsech mac Flaithbertaig （754年没）と Murchad mac Flaithbertaig （767年没）はケネール・ゴニルの族長と呼ばれた。
Dunlaith ingen Flaithbertaig （798年没）は上王 Niall Frossach （778年没）に嫁いだ。

## 注
1. ↑  Francis J.Byrne, Irish Kings and High-Kings, Table 4
2. ↑  the Laud Synchronisms and Rawlinson Genealogies give him a reign of 9 years; Book of Leinster gives him 7 years
3. ↑  Annals of Ulster AU 728.1; Annals of Tigernach AT 728.1, 728.8
4. ↑  T.M. Charles-Edwards, Early Christian Ireland, pg.573
5. ↑  Annals of Ulster AU 727.2; Annals of Tigernach AT 727.2
6. ↑  Annals of Ulster AU 732.10
7. ↑  Annals of Ulster AU 733.3
8. ↑  Annals of Ulster AU 734.8
9. ↑  Byrne, pg.114
10. ↑  Annals of the Four Masters M 728.3
11. ↑  Charles-Edwards, pg.573; Annals of Ulster, AU 734.10, 765.2
12. ↑  Geoffrey Keating, History of Ireland, Book II, pg.153